# Ordre national neuchâtelois
Der Ordre national neuchâtelois (ONN) war eine im Januar 1934 gegründete und bis 1944 bestehende rechtsextreme Organisation im Schweizer Kanton Neuenburg. Der ONN berief sich auf eine Doktrin, die er als «fédéralisme integral» bezeichnete.

## Geschichte
Der ONN legte am 13. und 20. Januar 1934 seine ersten Statuten vor und forderte eine grössere Autonomie des Kantons. Die Unterzeichner der Gründungserklärung waren der an der Universität Neuenburg tätige Historiker Eddy Bauer (1902–1972), der monarchistische Zeitungsverleger Marc Wolfrath (1904–1974) und der Loclois Bernard Laberty. Ein zentraler Programmpunkt war der Antisemitismus, der sich wesentlich aus entsprechenden Verlautbarungen der französischen Autoren Charles Maurras, Léon Daudet und Jacques Bainville speiste und somit hauptsächlich an der Propaganda der anti-dreyfusards orientiert war. So griff Eddy Bauer 1925 in einem Artikel der antisemitischen Westschweizer Zeitschrift Nouvelle Revue Romande (Ausgabe Nr. 5) die Gründung der Hebräischen Universität Jerusalem an und phantasierte, diese sei Teil einer Jüdischen Weltverschwörung. Weitere Zielscheiben des ONN waren die Logen (Freimaurer) und die Sozialisten.
Um diesen Feindbildern zu begegnen, wurde eine korporatistische Regierung angestrebt. Der Staat sollte laut der Déclaration de principe im Beitrittsformular der ONN auf die Ziele des darin so bezeichneten «Bundespakts» zurückgedrängt werden. Wolfrath, der die Zeitungen Feuille d’Avis de Neuchâtel und L’Express und die Zeitschrift Curieux herausgab, bekannte sich 1935 in einer seiner Publikationen öffentlich zu seiner antidemokratischen Gesinnung. Das ONN-Gründungsmitglied René Braichet bekundete als Artikelschreiber im April 1939 Sympathie für den Faschismus. Ein weiterer Exponent im Umkreis der Organisation war Pierre Favarger, ein Anwalt und Neuenburger Politiker (FDP), auch er ein Anhänger der Ideen Charles Maurras’. Der ONN wurde nicht müde, den angeblich beklagenswerten Zustand des Kantons anzuprangern und die Vorzüge des «Neuenburger Patrioten» zu preisen. Da ihre Unterstützer aber häufig Zugezogene aus den Kantonen Bern und Waadt oder Einwanderer aus Preussen waren, zu dem das Gebiet bis zur Neuenburger Revolution gehört hatte, zog dies den Spott der sozialistischen Zeitung La Sentinelle auf sich.
Ab November 1933 gab der ONN die Zeitung Le Patriote Neuchâtelois mit Redaktion in Neuchâtel heraus. Das Blatt zu 20 Rappen erschien ab dem Januar 1934 mit dem Titel L’Ordre National Neuchâtelois und behauptete, das «Organ zur Verteidigung der Interessen des Kantons» zu sein. Der ONN versammelte im Juni 1934 Gleichgesinnte zu einer Demonstration in Yverdon. Die teilnehmenden Organisationen, neben dem ONN auch die Gruppen Ordre et Tradition [= Ligue vaudoise] (Waadt), die Union nationale (Genf) und Union nationale et sociale (Freiburg), trafen sich unter dem Dachverband der sogenannten Ligue des patries romandes, eine Bezeichnung, die nahelegte, dass sie jeden dieser Kantone als ein eigenes «Vaterland» betrachteten. In diesem Sinne lehnte der Anführer der Ligue vaudoise, Marcel Regamey, das Bestehen einer Landesregierung, also des Regierungsgremiums Bundesrat, grundsätzlich ab. Zu den Anwesenden des Treffens in Yverdon sprachen Bauer und der Genfer Faschist Georges Oltramare. Bei einer Veranstaltung von ONN-Leuten am 18. September 1934 im Stadttheater von La Chaux-de-Fonds, bei der diese gegen jüdische Warenhausbesitzer Stimmung zu machen versuchten, um die zu diesem Zeitpunkt sehr oft arbeitslosen Uhrmacher der Stadt zu mobilisieren, kam es zu Zusammenstössen mit Antifaschisten.
Als Nachfolgeorganisation der ONN gilt die 1969 bis Februar 1973 aktive Redaktion der Zeitschrift Réaction von Thierry Béguin (FDP), Pierre-Alain Droz, Christophe Frochaux und Jean-Marie Reber. Im Jahr nach dem Mai 1968 stand in Nummer 4 vom November 1969 über Benito Mussolini aus der Zeit gefallen: «Wir nähern uns gewissen seiner Ideen an [...] wir bewundern seine positiven Realisierungen.» Sie standen im engen Kontakt mit anderen Blättern ähnlicher Ausrichtung in der Romandie (La Nation, Le Pamphlet, Rivarol) und, wie der Historiker Claude Cantini es für möglich hält, mit der 1951 in Zürich gegründeten Neonazi-Gruppe «Neue europäische Ordnung» (Nouvel ordre européen) des Lausanner Holocaustleugners und Rechtsextremisten Gaston-Armand Amaudruz.